# Johann Georg Carl Hampel
Johann Georg Carl Hampel, auch Georg Karl Hampel oder Conrad Martin Christian Hampel, (* 31. Mai 1789 in Ballenstedt; † 5. März 1842 in Berlin) war ein deutscher Architekt und preußischer Baubeamter.

## Leben
Als Kondukteur erhielt Hampel 1817/18 eine interimistische Beschäftigung bei Militärbauten in Köln mit Bestallung zum Bauinspektor mit Kondukteursgehalt und Diäten aus dem Militärbaufonds. 1821 wurde er Baurat im Preußischen Kriegsministerium und übersiedelte im Juni 1822 nach Berlin, wo er 1827 Direktor der Heeresbauverwaltung wurde. 1836 wurde er Oberbaurat. Er war der erste bedeutende Militärbaumeister und arbeitete eng mit Karl Friedrich Schinkel zusammen.

## Bauten
- 1819: Kavalleriekaserne in Düsseldorf, Entwurf und Bauleitung (zusammen mit Bauinspektor Friedrich Arnold Felderhoff; nicht mehr vorhanden)
- vor 1821: Kürassierkaserne in Köln-Deutz[3]
- 1822–1826: Bauleitung beim Umbau der Georgeschen Sechserhäuser zum Medizinisch-Chirurgischen Friedrich-Wilhelm-Institut in Berlin-Mitte, Friedrichstraße 139/141 (Oberleitung: Friedrich Triest; nicht mehr vorhanden)
- 1826–1828: Bauleitung: Unteroffiziersschule in Potsdam, Jägerallee 10–12 (Entwurf: K. F. Schinkel; heute Justizzentrum)
- 1827/28: Exerzierhaus des 2. Garderegiments zu Fuß (nach einer Skizze von K. F. Schinkel) in Berlin-Mitte, Karlstraße (heute Reinhardtstraße 29)[4] und Reithalle der Lehr-Escadron-Kaserne in Berlin, Ritter-/Ecke Alte Jacobstraße (zusammen mit Schinkel; nicht mehr vorhanden).[5]
- 1828/29: Exerzierhaus des Kaiser-Alexander-Gardegrenadier-Regiments in Berlin, Prenzlauer Allee (früher Heinersdorfer Weg; nicht mehr vorhanden)
- Etwa 1829/30: Exerzierhaus des Kaiser-Franz-Garde-Grenadier-Regiments Nr. 2 in Berlin-Mitte, Heinrich-Heine-Platz 9–12 (vermutl. zusammen mit August Ferdinand Fleischinger)[6]
- 1829–1831: Gardekaserne in Berlin-Mitte, Charlottenstraße 42/43 (mit K. F. Schinkel, Bauleitung Johann Jacob Helfft; heute Standort der Staatsbibliothek)
- 1830: Umbau der Fassade des Generalstabsgebäudes in Berlin-Mitte, Behrenstraße 66 (später Militärkabinett; im 2. Weltkrieg zerstört)
- 1833: Bauleitung: Rekonstruktion der Garnisonkirche (Entwurf: K. F. Schinkel)
- 1833–1835: Infanteriekaserne Karlstraße (mit K. F. Schinkel) in Berlin-Mitte (heute Reinhardtstraße; nicht mehr vorhanden)
- 1833–1836: Gardeulanenkaserne vor dem Brandenburger Tor in Potsdam, Luisenplatz 9 (heute Sparkasse)
- 1834–1836: Speicher des Heeresproviantamts in Potsdam, Leipziger Straße (mit K. F. Schinkel), sogenannter Schinkel-Speicher[7]
- 1838: Erweiterung des Preußischen Kriegsministeriums in Berlin-Mitte, Leipziger Straße (nicht mehr vorhanden)
- 1839–1842: Husarenkaserne Potsdam, Berliner Straße (mit K. F. Schinkel)[8]